# Имбирные
Имби́рные (лат. Zingiberáceae) — семейство однодольных растений, включающее около 52 родов и более 1580 видов, распространённых в тропических и субтропических районах Южной и Юго-Восточной Азии, а также Африки и Америки.
Известны в культуре как пряно-пищевые, лекарственные и декоративные растения (имбирь аптечный, кардамон, куркума и др.). В умеренных широтах некоторые Имбирные культивируют в оранжереях.

## Биологическая характеристика

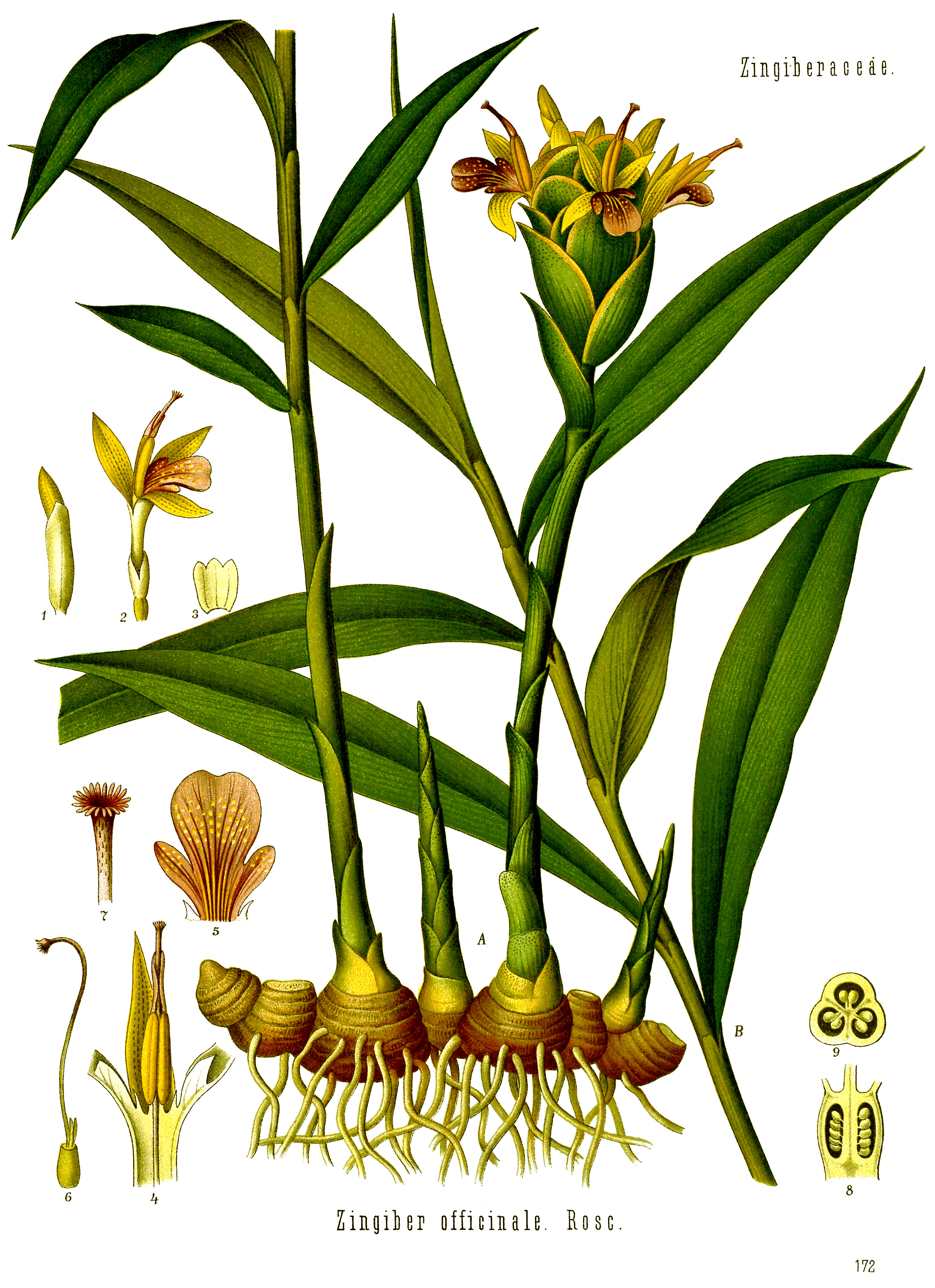
Имбирь аптечный.

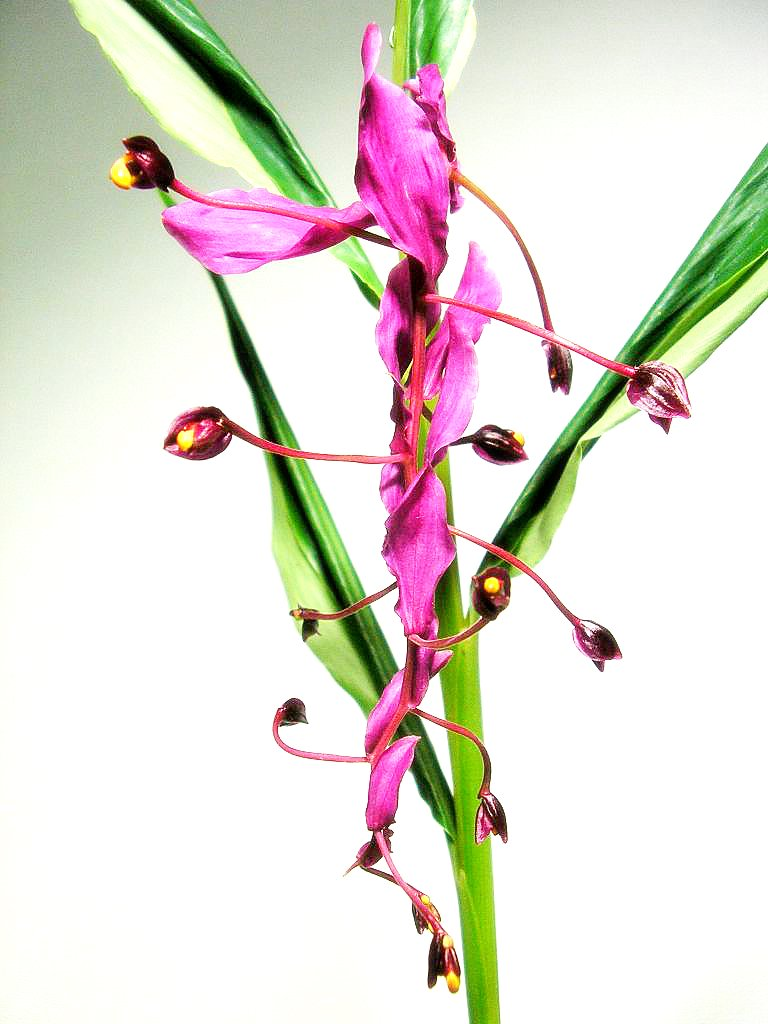
Цветущая глобба (Globba)

Имбирные — многолетние ароматические травы с очень мясистым корневищем и часто с клубневидными корнями. Листья двурядные, с длинными влагалищами и язычком.
Цветки обычно в соцветиях, реже одиночные, большей частью обоеполые, правильные или неправильные. Завязь нижняя. Плод — коробочка, реже — ягодовидный. Все части растений содержат эфирные масла.

## Таксономия
- Подсемейство Siphonochiloideae
  - Триба Siphonochileae
    - Siphonochilus
- Подсемейство Tamijioideae
  - Триба Tamijieae
    - Tamijia
- Подсемейство Alpinioideae
  -     - Siliquamomum Baill. (Incertae Sedis)

  - Триба Alpinieae
    - Aframomum K.Schum. — Афрамомум
    - Alpinia Roxb. — Альпиния
    - Amomum Roxb. — Амомум
    - Aulotandra
    - Cyphostigma
    - Elettaria Maton — Элетария
    - Elettariopsis
    - Etlingera Giseke — Этлингера
    - Geocharis
    - Geostachys
    - Hornstedtia
    - Leptosolena
    - Paramomum
    - Plagiostachys
    - Renealmia
    - Vanoverberghia

  - Триба Riedelieae
    - Burbidgea
    - Pleuranthodium
    - Riedelia
    - Siamanthus
- Подсемейство Zingiberoideae
  -     - Caulokaempferia K.Larsen (Incertae Sedis)

  - Триба Zingibereae
    - Boesenbergia
    - Camptandra
    - Cautleya
    - Cornukaempferia
    - Curcuma L. — Куркума
    - Curcumorpha
    - Distichochlamys
    - Haniffia
    - Haplochorema
    - Hedychium
    - Hitchenia
    - Kaempferia L. — Кемпферия
    - Laosanthus
    - Nanochilus
    - Paracautleya
    - Parakaempferia
    - Pommereschea
    - Pyrgophyllum
    - Rhynchanthus
    - Roscoea — Роскея
    - Scaphochlamys
    - Smithatris
    - Stadiochilus
    - Stahlianthus
    - Zingiber Boehm. — Имбирь

  - Триба Globbeae
    - Gagnepainia
    - Globba
    - Hemiorchis

## Применение
Корневища имбиря аптечного (Zingiber officinale) (имбирный корень — Rhizoma Zingiberis) дают популярную приправу «имбирь»; корневища куркумы цедоария (Curcuma zedoaria) известны в торговле под именем «цитварного корня» (Rhizoma Zeodorariae); корневища альпинии лекарственной (Alpinia officinarum) идут в продажу под именем Rhizoma Galangae. Плоды Elettaria cardamomum продаются под именем «малабарского кардамона». Из корневища куркумы длинной (Curcuma longa) добывается жёлтая краска. Крахмальная мука, добываемая из корневищ Curcuma angustifolia и Curcuma leucorrhiza, известна в торговле под именем «ост-индского аррорута». Наконец, некоторые виды Hedychium, Kostus, Kaempferia и другие разводятся в оранжереях, как декоративные растения.